# Гра Пенні
Гра Пенні — нетранзитивний парадокс, який знайшов Волтер Пенні.

## Опис
Опис парадоксу вперше опубліковано в жовтні 1969 року в журналі Journal of Recreational Mathematics. Суть парадоксу така: нехай А і Б грають у таку гру — спочатку А вибирає довільну двійкову послідовність (наприклад, з нулів та одиниць) довжини 3 і показує її гравцю Б. Потім Б робить те саме. Далі гравці будують випадкову двійкову послідовність, у якій поява 0 і 1 рівноймовірна (наприклад, кидають монету, вважаючи випадання орла за 1 і решки за 0). Виграє той гравець, чия послідовність зустрінеться в цій випадковій послідовності раніше. Наприклад, нехай гравець А вибрав трійку 001, а гравець Б — трійку 100. Нехай при 5-разовому киданні монети вийшла випадкова послідовність 10100. Останні 3 цифри в ній — 100 — збігаються з трійкою, яку вибрав гравець Б, а трійка А не з'явилася, тому після 5-го кидання монети гравець Б виграє. Парадокс полягає в тому, що для будь-якої трійки гравця А знайдеться така трійка, яка виграє в неї з імовірністю більше 1/2. Тобто немає найсильнішої трійки, для будь-якої трійки знайдеться сильніша, яка виграє в неї з імовірністю, більше половини. Шанси на виграш у гравця Б в гіршому випадку дорівнюють 2/3. Якщо від трійок перейти до четвірок результатів, то шанси гравця Б на виграш стануть ще вищими. Мартін Гарднер з цього поводу пише:
Ситуація ця маловідома, і більшість математиків просто не можуть повірити в неї, коли чують про відкриття Пенні. Це — найкрасивіше обдурювання (якщо обдурювання може бути красивим), розраховане на простака.Оригінальний текст (рос.)
Ситуация эта малоизвестна, и большинство математиков просто не могут поверить в неё, когда слышат об открытии Пенни. Это — заведомо самое красивое надувательство (если надувательство может быть красивым), рассчитанное на простака.— Гарднер Мартин. «Путешествие во времени»

У таблиці наведено ймовірність виграшу гравця Б із різними початковими трійками:
| АБ  | 000  | 001  | 010  | 011 | 100 | 101  | 110  | 111  |
| --- | ---- | ---- | ---- | --- | --- | ---- | ---- | ---- |
| 000 |      | 1/2  | 2/5  | 2/5 | 1/8 | 5/12 | 3/10 | 1/2  |
| 001 | 1/2  |      | 2/3  | 2/3 | 1/4 | 5/8  | 1/2  | 7/10 |
| 010 | 3/5  | 1/3  |      | 1/2 | 1/2 | 1/2  | 3/8  | 7/12 |
| 011 | 3/5  | 1/3  | 1/2  |     | 1/2 | 1/2  | 3/4  | 7/8  |
| 100 | 7/8  | 3/4  | 1/2  | 1/2 |     | 1/2  | 1/3  | 3/5  |
| 101 | 7/12 | 3/8  | 1/2  | 1/2 | 1/2 |      | 1/3  | 3/5  |
| 110 | 7/10 | 1/2  | 5/8  | 1/4 | 2/3 | 2/3  |      | 1/2  |
| 111 | 1/2  | 3/10 | 5/12 | 1/8 | 2/5 | 2/5  | 1/2  |      |
Щоб відшукати виграшну трійку, у верхньому рядку таблиці знайдіть трійку гравця А, а в її стовпці шукайте найбільше число. У рядку із цим числом у лівому стовпці стоятиме трійка гравця Б, яка виграє проти заданої трійки гравця А з найбільшою ймовірністю. Наприклад, нехай гравець А вибрав трійку 000. У 1 стовпці таблиці шукаємо найбільше число, це 7/8. У лівому стовпчику рядка з числом 7/8 читаємо трійку гравця Б 100, яка виграє проти трійки 000 із ймовірністю 7/8. Дійсно: якщо при киданні монети послідовність не починається на 000, то коли ця трійка вперше з'явиться у випадковій послідовності, їй буде передувати 1, а це означає, що трійка 100 зустрілася раніше, і гравець Б виграв. Трійка 000 виграє проти трійки 100, тільки якщо 000 зустрінеться на початку випадкової послідовності, а ймовірність цього дорівнює 1/8.
Оптимальну стратегію для першого гравця (для будь-якої довжини послідовності не менше 4) знайшов угорський математик та криптограф Янош Чирік.